# 安古塔
安古塔出自因纽特神话，在因纽特人的神话中，安古塔是海洋与海洋生物的女神赛德娜（Sedna）的父亲，同时在格陵兰的因纽特人传说中，他是形如造物主的父神般的存在，但是，在其他地区的神话中，他可能只是个脾气暴躁的鳏夫。

安古塔有时也是灵魂的摆渡人，运通死者的灵魂从人间到赛德娜掌控的因纽特地府（Adilvun），灵魂要在那里沉睡上一年才能去往月亮上的极乐世界（Qudlivun）。

## 传说
类似但不同版本的传说在各地因纽特人中流传，在较为广泛传播的版本中，安古塔作为造物主，为了惩戒因为饥饿而袭击自己的巨人女儿赛德娜，将后者从皮艇上丢入海中，当赛德娜企图爬回皮艇上时，安古塔砍下了她的手指，巨人的手指化身为鲸鱼、海豹、海象等生物，赛德娜沉入幽深的北海地府之中。
在另一个版本中，赛德娜不满于父亲安古塔为她安排的婚事，自行与一条狗结婚，却被愤怒的安古塔扔下海，在她爬回皮艇时被砍下了手指。愤怒与复仇的心情交缠着赛德娜，使她化身为海洋的女神。

这个故事还有其他的版本，美丽的赛德娜拒绝了村中猎人们的求婚，而安古塔却认为一名从其他村庄远道而来的陌生猎人还不错，于是在赛德娜喝下安眠药沉睡时，安古塔用赛德娜为代价交换了鱼。谁知猎人变成了一只巨鸟抓起赛德娜回到巢中，赛德娜醒来时被怪鸟包围。追悔莫及的安古塔想要去救女儿，可是敌不过狂暴的巨鸟掀起的风暴，为了平息巨鸟的怒火，他将赛德娜扔回大海，她想要爬回安古塔的皮艇上，但双手结了冰，手指纷纷落下，双腿也变成了鱼尾，只得沉入海中。